# Loester Trutis
Loester Carlos Gomes de Souza, mais conhecido como Tio Trutis (Campo Grande, 21 de setembro de 1982), é um político e chefe de cozinha brasileiro filiado ao Partido Liberal (PL). Nas eleições de 2018, foi eleito deputado federal pelo Mato Grosso do Sul. Tentou a reeleição em 2022, mas não foi reeleito.

## Controvérsias

### Falso Atentado
Em novembro de 2020, foi acusado pela Polícia Federal de ter forjado um atentado contra si próprio, no qual teria se salvado por estar portando arma de fogo.